# Zamek w Stratyniu
Zamek w Stratyniu – wybudowany w  XVI w. przez ród Bałabanów herbu Korczak w Stratyniu.

## Budowniczowie
Ród Bałabanów pochodził z Albanii. Z tego domu wywodziło się wielu ludzi zasłużonych dla Rzeczypospolitej. Bałabanowie pierwotnie mieszkali na Wołyniu, potem przenieśli się na Podole i ziemię bracławską. Właścicielami zamku byli: Bazyli Bałaban, brat bpa Gedeona Bałabana; potem syn Bazylego Aleksander Bałaban (1580-1637), starosta winnicki, rohatyński i trembowelski, ożeniony z Barbarą Sułkowską, uczestnik  bitwy pod Cecorą w 1620 r.

## Historia
Zamek istniał do drugiej połowy XVIII w. Na początku XX wieku właścicielem ziemskim majątku Stratyn był hr. Michał Krasicki. Pozostałości zamku w formie dwóch baszt o grubych murach z otworami strzelniczymi i wałów ziemnych zachowały się do 1939 r. Niewysokie baszty wybudowane na planie kwadratu, z jednej strony półkoliste, zwieńczone były wysokim dachem w kształcie stożka. Z materiału uzyskanego z rozbiórki zamku  wybudowany został dwór. Obiekt w stylu klasycystycznym postawiła rodzina Bekierskich lub Józef Bielski.